# André Silva (futbolista nacido en 1995)
André Miguel Valente Silva (Gondomar, Oporto, 6 de noviembre de 1995) es un futbolista portugués que juega como delantero en el Elche C. F. de la Primera División de España.

## Trayectoria

### F. C. Porto
Debutó como profesional el 12 de agosto de 2013 contra el Sport Clube Beira-Mar en Segunda División, ingresó en el minuto 77 por Tozé y su equipo obtuvo finalmente la victoria por 3 goles a 2. El 21 de agosto, en su segundo partido, convirtió su primer gol al minuto 13, el partido terminó 1 a 0 contra Portimonense Sporting Clube.
Su debut en la máxima categoría, se produjo el 29 de diciembre de 2015, jugó con Porto el primer partido del grupo A de la Copa de la Liga de Portugal, fue titular y se enfrentaron al C. S. Marítimo pero perdieron 3 a 1. André estuvo en cancha los 90 minutos y brindó una asistencia, utilizó el dorsal número 19.
Terminaría la temporada 2015-16 en el Porto B marcando 14 goles y repartiendo 3 asistencias. Jugó de titular con el primer equipo en un partido de liga contra el Nacional el 17 de abril de 2016, disputando 75 minutos. La semana siguiente disputaría los 90 minutos en una victoria del Porto como visitante por 1-2 ante el Académica Coimbra. En las dos últimas fechas firmaría una asistencia y anotaría un gol en los encuentros ante el Río Ave y el Boavista.
Para la temporada 2016-17 accedería a tener ficha en el primer equipo dirigido por Nuno Espiríto Santo, portando el dorsal 10 y siendo una de las pocas alegrías de los dragones en la campaña, firmando 16 goles en el campeonato luso y consagrándose como un delantero muy prometedor. También anotó cuatro goles en la fase de grupos de la Champions League.
Aunque con la llegada de Tiquinho Soares al equipo de Do Dragao en invierno perdió algo de protagonismo, fue convocado por Portugal para la Copa Confederaciones de Rusia, formando dupla con [Cristiano Ronaldo]].

### A. C. Milan
En la temporada 2017-18, el A. C. Milan lo incorporó por 38 millones de euros. El delantero luso terminó la temporada con 10 goles oficiales, 8 en la Liga Europa de la UEFA y 2 en la Serie A.

### Sevilla F. C.
En el verano de 2018 llegó al Sevilla F. C. en calidad de cedido, con una opción de compra de 38 millones de euros. Debutó en el partido de Supercopa de España disputado contra el F. C. Barcelona saliendo desde el banquillo en la segunda parte, partido que finalizó con 2-1 en el marcador con victoria azulgrana. Su debut oficial en Primera División se produjo en la primera jornada frente al Rayo Vallecano, encuentro que terminó con victoria sevillista por 1-4 y André Silva anotó 3 goles. El 26 de septiembre firmó un doblete en la victoria sevillista frente al Real Madrid por 3-0. Finalmente, el delantero portugués terminó la temporada 2018-19 anotando 11 goles, 9 en Liga y 2 en la Copa del Rey.

### Alemania
Tras el fichaje de Ante Rebić por el A. C. Milan, fue cedido al Eintracht Fráncfort de la 1. Bundesliga hasta junio de 2021. Su primer gol oficial se produjo en la jornada 5, en el empate a 2 contra el Borussia Dortmund.[cita requerida]
Anotó un total de 16 goles en competiciones oficiales durante la temporada 2019-20, 12 en la 1. Bundesliga, 2 en la Liga Europa de la UEFA y 2 en la Copa de Alemania.[cita requerida]
El 10 de septiembre de 2020 el club comunicó que lo había adquirido en propiedad y que había firmado un contrato por tres temporadas. En esta segunda campaña en el club marcó 29 goles en 34 partidos, números que le permitieron fichar por el RasenBallsport Leipzig en julio de 2021.
El 2 de agosto de 2023, tras un par de años en Leipzig, fue cedido a la Real Sociedad por una temporada con opción de compra. Esta no se hizo efectiva y volvió a Alemania, donde estuvo media campaña más en el R. B. Leipzig antes de ser prestado al Werder Bremen en febrero de 2025.

### Elche C. F.
El 18 de agosto de 2025 se desvinculó definitivamente del R. B. Leipzig y fichó por el Elche C. F. con un contrato de un año más otro opcional.

## Selección nacional

### Categorías inferiores
Fue citado para defender a Portugal en la Copa Mundial Sub-20 de 2015. En la fase de grupos, jugó los 3 partidos y anotó 4 goles. En octavos de final jugaron contra el local, Nueva Zelanda, el partido fue parejo, parecía que iba a terminar 1 a 1 pero en el minuto 87 André le dio un pase de gol a Gelson Martins y sentenció el 2 a 1 final. En cuartos de final se enfrentó a Brasil, no se sacaron diferencias, fueron a tiempo extra pero terminó 0 a 0, fueron a penales, André erró su remate y perdieron 3 a 1.

#### Participaciones en categorías inferiores
| Competición                                   | Sede          | Resultado        | Partidos | Goles |
| --------------------------------------------- | ------------- | ---------------- | -------- | ----- |
| Campeonato Europeo Sub-17 de la UEFA 2012     | Eslovenia     | Ronda élite      | 5        | 1     |
| Campeonato Europeo de la UEFA Sub-19 2013     | Lituania      | Tercer puesto    | 3        | 0     |
| Campeonato Europeo de la UEFA Sub-19 2014     | Hungría       | Subcampeón       | 11       | 11    |
| Copa Mundial Sub-20 de 2015                   | Nueva Zelanda | Cuartos de final | 5        | 4     |
| Clasificación para la Eurocopa Sub-21 de 2017 | Europa        | Clasificó        | 3        | 4     |

### Absoluta
El 26 de agosto de 2016 fue convocado por primera vez a la selección absoluta de Portugal, por el entrenador Fernando Santos.
Debutó con los lusos el 1 de septiembre, ingresó para jugar el segundo tiempo en el amistoso contra Gibraltar, brindó una asistencia y ganaron 5 a 0 en el Estádio do Bessa XXI. Jugó su primer encuentro con 20 años y 300 días, utilizó la camiseta número 7, debido a la ausencia de Cristiano Ronaldo por lesión.
El 6 se septiembre tuvo minutos a nivel oficial, ingresó en el minuto 45 por Éder, en el primer partido de la clasificación para la Copa Mundial de Fútbol de 2018, se enfrentaron a Suiza pero fueron derrotados 2 a 0 en Basilea.

#### Participaciones en absoluta
| Competición               | Sede   | Resultado        | Partidos | Goles |
| ------------------------- | ------ | ---------------- | -------- | ----- |
| Copa Confederaciones 2017 | Rusia  | Tercer puesto    | 5        | 1     |
| Mundial 2018              | Rusia  | Octavos de final | 3        | 0     |
| Eurocopa 2020             | Europa | Octavos de final | 3        | 0     |
| Mundial 2022              | Catar  | Cuartos de final | 1        | 0     |

## Estadísticas

### Clubes
Actualizado al último partido jugado el 13 de abril de 2025.
| Club                           | Div.          | Temporada     | Liga  | Liga  | Liga   | Copas nacionales(1) | Copas nacionales(1) | Copas nacionales(1) | Copas internacionales(2) | Copas internacionales(2) | Copas internacionales(2) | Total | Total | Total  | Media goleadora(3) |
| Club                           | Div.          | Temporada     | Part. | Goles | Asist. | Part.               | Goles               | Asist.              | Part.                    | Goles                    | Asist.                   | Part. | Goles | Asist. | Media goleadora(3) |
| ------------------------------ | ------------- | ------------- | ----- | ----- | ------ | ------------------- | ------------------- | ------------------- | ------------------------ | ------------------------ | ------------------------ | ----- | ----- | ------ | ------------------ |
| F. C. Porto "B" Portugal       | 2.ª           | 2013-14       | 20    | 3     | 0      | —                   | —                   | —                   | —                        | —                        | —                        | 20    | 3     | 0      | 0.15               |
| F. C. Porto "B" Portugal       | 2.ª           | 2014-15       | 35    | 7     | 2      | —                   | —                   | —                   | —                        | —                        | —                        | 35    | 7     | 2      | 0.2                |
| F. C. Porto "B" Portugal       | 2.ª           | 2015-16       | 29    | 14    | 3      | —                   | —                   | —                   | —                        | —                        | —                        | 29    | 14    | 3      | 0.48               |
| F. C. Porto "B" Portugal       | Total club    | Total club    | 84    | 24    | 5      | 0                   | 0                   | 0                   | 0                        | 0                        | 0                        | 84    | 24    | 5      | 0.29               |
| F. C. Porto Portugal           | 1.ª           | 2015-16       | 9     | 1     | 2      | 5                   | 2                   | 1                   | 0                        | 0                        | 0                        | 14    | 3     | 3      | 0.21               |
| F. C. Porto Portugal           | 1.ª           | 2016-17       | 32    | 16    | 6      | 2                   | 0                   | 0                   | 10                       | 5                        | 2                        | 44    | 21    | 8      | 0.48               |
| F. C. Porto Portugal           | Total club    | Total club    | 41    | 17    | 8      | 7                   | 2                   | 1                   | 10                       | 5                        | 2                        | 58    | 24    | 11     | 0.41               |
| A. C. Milan · Italia           | 1.ª           | 2017-18       | 24    | 2     | 0      | 2                   | 0                   | 1                   | 14                       | 8                        | 1                        | 40    | 10    | 2      | 0.25               |
| Sevilla F. C. · España         | 1.ª           | 2018-19       | 27    | 9     | 1      | 4                   | 2                   | 0                   | 8                        | 0                        | 1                        | 39    | 11    | 2      | 0.28               |
| Sevilla F. C. · España         | Total club    | Total club    | 27    | 9     | 1      | 4                   | 2                   | 0                   | 8                        | 0                        | 1                        | 39    | 11    | 2      | 0.28               |
| A. C. Milan · Italia           | 1.ª           | 2019-20       | 1     | 0     | 0      | —                   | —                   | —                   | —                        | —                        | —                        | 1     | 0     | 0      | 0                  |
| A. C. Milan · Italia           | Total club    | Total club    | 25    | 2     | 0      | 2                   | 0                   | 1                   | 14                       | 8                        | 1                        | 41    | 10    | 2      | 0.24               |
| Eintracht Fráncfort · Alemania | 1.ª           | 2019-20       | 25    | 12    | 3      | 3                   | 2                   | 0                   | 9                        | 2                        | 1                        | 37    | 16    | 4      | 0.43               |
| Eintracht Fráncfort · Alemania | 1.ª           | 2020-21       | 32    | 28    | 5      | 2                   | 1                   | 2                   | —                        | —                        | —                        | 34    | 29    | 7      | 0.85               |
| Eintracht Fráncfort · Alemania | Total club    | Total club    | 57    | 40    | 8      | 5                   | 3                   | 2                   | 9                        | 2                        | 1                        | 71    | 45    | 11     | 0.63               |
| R. B. Leipzig · Alemania       | 1.ª           | 2021-22       | 33    | 11    | 3      | 6                   | 2                   | 2                   | 12                       | 4                        | 1                        | 51    | 17    | 6      | 0.33               |
| R. B. Leipzig · Alemania       | 1.ª           | 2022-23       | 31    | 4     | 3      | 5                   | 2                   | 3                   | 8                        | 3                        | 3                        | 44    | 9     | 9      | 0.2                |
| Real Sociedad · España         | 1.ª           | 2023-24       | 19    | 3     | 0      | 5                   | 1                   | 0                   | 2                        | 0                        | 0                        | 26    | 4     | 0      | 0.15               |
| Real Sociedad · España         | Total club    | Total club    | 19    | 3     | 0      | 5                   | 1                   | 0                   | 2                        | 0                        | 0                        | 26    | 4     | 0      | 0.15               |
| R. B. Leipzig · Alemania       | 1.ª           | 2024-25       | 8     | 1     | 2      | 3                   | 0                   | 1                   | 4                        | 0                        | 0                        | 15    | 1     | 3      | 0.07               |
| R. B. Leipzig · Alemania       | Total club    | Total club    | 72    | 16    | 8      | 14                  | 4                   | 6                   | 24                       | 7                        | 4                        | 110   | 27    | 18     | 0.25               |
| Werder Bremen · Alemania       | 1.ª           | 2024-25       | 7     | 1     | 0      | 1                   | 0                   | 0                   | ―                        | ―                        | ―                        | 8     | 1     | 0      | 0.13               |
| Werder Bremen · Alemania       | Total club    | Total club    | 7     | 1     | 0      | 1                   | 0                   | 0                   | 0                        | 0                        | 0                        | 8     | 1     | 0      | 0.13               |
| Elche C. F. · España           | 1.ª           | 2025-26       | 0     | 0     | 0      | 0                   | 0                   | 0                   | ―                        | ―                        | ―                        | 0     | 0     | 0      | 0                  |
| Elche C. F. · España           | Total club    | Total club    | 0     | 0     | 0      | 0                   | 0                   | 0                   | 0                        | 0                        | 0                        | 0     | 0     | 0      | 0                  |
| Total carrera                  | Total carrera | Total carrera | 332   | 112   | 30     | 38                  | 12                  | 10                  | 67                       | 22                       | 9                        | 437   | 146   | 49     | 0.33               |

### Selecciones
Actualizado al 9 de junio de 2017.
Último partido citado: Letonia 0 - 3 Portugal
| Sub-16 Portugal | 2010/11       | -  | -  | - | - | 12 | 2  | 12 | 2  |
| Sub-16 Portugal | Total sel.    | -  | -  | - | - | 12 | 2  | 12 | 2  |
| Sub-17 Portugal | 2011/12       | 5  | 1  | - | - | 6  | 1  | 11 | 2  |
| Sub-17 Portugal | Total sel.    | 5  | 1  | - | - | 6  | 1  | 11 | 2  |
| Sub-18 Portugal | 2012/13       | -  | -  | - | - | 10 | 0  | 10 | 0  |
| Sub-18 Portugal | Total sel.    | -  | -  | - | - | 10 | 0  | 10 | 0  |
| Sub-19 Portugal | 2012/13       | 3  | 0  | - | - | 2  | 0  | 5  | 0  |
| Sub-19 Portugal | 2013/14       | 11 | 11 | - | - | 8  | 5  | 19 | 16 |
| Sub-19 Portugal | Total sel.    | 14 | 11 | - | - | 10 | 5  | 24 | 16 |
| Sub-20 Portugal | 2014/15       | -  | -  | 5 | 4 | 5  | 4  | 10 | 8  |
| Sub-20 Portugal | Total sel.    | -  | -  | 5 | 4 | 5  | 4  | 10 | 8  |
| Sub-21 Portugal | 2015/16       | 3  | 4  | - | - | 0  | 0  | 3  | 4  |
| Sub-21 Portugal | Total sel.    | 3  | 4  | - | - | 0  | 0  | 3  | 4  |
| Absoluta Portugal | 2016/17       | 6  | 6  | 5 | 2 | 2  | 1  | 13 | 9  |
| Absoluta Portugal | 2017/18       | 5  | 3  | - | - | -  | -  | 5  | 3  |
| Absoluta Portugal | Total sel.    | 11 | 9  | 5 | 2 | 2  | 1  | 18 | 12 |
| Total carrera | Total carrera | 28 | 22 | 5 | 4 | 45 | 13 | 78 | 43 |
| (1)Incluidos los datos del Campeonato de Europa Sub-17 (2011/12), Campeonato de Europa Sub-19 (2012/13, 2013/14), Eurocopa Sub-21 (2017) y las Eliminatorias para la Copa Mundial (2016/18) (2)Incluidos los datos de la Copa Mundial Sub-20 (2015) |               |    |    |   |   |    |    |    |    |

### Tripletes
| Partidos en los que anotó tres o más goles | Partidos en los que anotó tres o más goles | Partidos en los que anotó tres o más goles | Partidos en los que anotó tres o más goles | Partidos en los que anotó tres o más goles | Partidos en los que anotó tres o más goles | Partidos en los que anotó tres o más goles | Partidos en los que anotó tres o más goles |
| #                                          | Fecha                                      | Lugar                                      | Equipo                                     | Rival                                      | Goles                                      | Resultado                                  | Competición                                |
| ------------------------------------------ | ------------------------------------------ | ------------------------------------------ | ------------------------------------------ | ------------------------------------------ | ------------------------------------------ | ------------------------------------------ | ------------------------------------------ |
| 1                                          | 22 de julio de 2014                        | Pancho Arena, Felcsút                      | Portugal sub-19                            | Hungría sub-19                             | Gol · Gol · Gol                            | 1 - 6                                      | Campeonato Europeo Sub-19 2014             |
| 2                                          | 31 de marzo de 2015                        | Sérgio Conceição, Coímbra                  | Portugal sub-20                            | Uruguay sub-20                             | Gol · Gol · Gol                            | 3 - 0                                      | Amistoso                                   |
| 3                                          | 8 de septiembre de 2015                    | Qemal Stafa, Tirana                        | Portugal sub-21                            | Albania sub-21                             | Gol · Gol · Gol                            | 1 - 6                                      | Clasificación Eurocopa Sub-21 2017         |
| 4                                          | 10 de octubre de 2016                      | Tórsvøllur, Tórshavn                       | Portugal                                   | Islas Feroe                                | Gol · Gol · Gol                            | 0 - 6                                      | Clasificación Mundial 2018                 |
| 5                                          | 14 de septiembre de 2017                   | Ernst Happel, Viena                        | A. C. Milan                                | F. K. Austria Wien                         | Gol · Gol · Gol                            | 1 - 5                                      | Liga Europa 2017-18                        |
| 6                                          | 19 de agosto de 2018                       | Vallecas, Madrid                           | Sevilla F. C.                              | Rayo Vallecano                             | Gol · Gol · Gol                            | 1 - 4                                      | Primera División 2018-19                   |

## Palmarés

### Títulos nacionales
| Título           | Club            | País     | Año  |
| ---------------- | --------------- | -------- | ---- |
| Segunda Liga     | F. C. Porto "B" | Portugal | 2016 |
| Copa de Alemania | R. B. Leipzig   | Alemania | 2022 |
| Copa de Alemania | R. B. Leipzig   | Alemania | 2023 |

### Distinciones individuales
| Distinción                                                                         | Año  |
| ---------------------------------------------------------------------------------- | ---- |
| Joven de la semana para UEFA.com (mes de septiembre, semana #1)                    | 2016 |
| Parte de los 59 mejores futbolistas sub-21 del mundo (#23) según medio FourFourTwo | 2016 |